# Diguetidae
Diguetidae  é uma família de aranhas com 6 olhos, pertencente ao grupo Haplogynae (espécies desprovidas de epígino), caracterizadas por construírem teias tronco-cónicas pouco elaboradas. As teias apresentam um abrigo cónico onde a aranhas se esconde e as fêmeas armazenam os ovos. Alguns autores consideram as Diguetidae como uma subfamília da família Plectreuridae.

## Taxonomia
A família Diguetidae é pequena, com apenas dois géneros e cerca de 15 espécies, com distribuição natural confinada às Américas, onde em geral ocorre em regiões desérticas.
Os membros do género Diguetia constroem as suas teias em arbustos baixos ou entre os cladódios de cactos. Apesar dos membros desta família terem a mesma disposição de olhos que a família Sicariidae, com a qual são por vezes confundidas, o seu veneno não é perigoso para os humanos.
A família Diguetidae inclui os seguintes géneros e espécies:
- Diguetia (Simon, 1895)
  - Diguetia albolineata (O. P.-Cambridge, 1895) — USA, México
  - Diguetia andersoni Gertsch, 1958 — USA
  - Diguetia canities (McCook, 1889) — USA, México
    - Diguetia canities dialectica Chamberlin, 1924 — México
    - Diguetia canities mulaiki Gertsch, 1958 — USA

  - Diguetia catamarquensis (Mello-Leitão, 1941) — Argentina
  - Diguetia imperiosa Gertsch & Mulaik, 1940 — USA, México
  - Diguetia mojavea Gertsch, 1958 — USA
  - Diguetia propinqua (O. P.-Cambridge, 1896) — México
  - Diguetia signata Gertsch, 1958 — USA
  - Diguetia stridulans Chamberlin, 1924 — México
- Segestrioides (Keyserling, 1883)
  - Segestrioides badia (Simon, 1903) — Brasil
  - Segestrioides bicolor Keyserling, 1883 — Peru
  - Segestrioides copiapo Platnick, 1989 — Chile
  - Segestrioides tofo Platnick, 1989 — Chile